# Ариокарпус
Ариока́рпус (лат. Ariocarpus) — род суккулентов семейства Кактусовые. 

## Название
Родовое латинское название Ariocarpus происходит от греческого aria (возможно, из-за сходства плодов с Sorbus aria) и греческого karpos — «фрукт»; или, возможно, является ошибочным образованием от греческого слова erion — шерсть, так как плоды появляются из мохнатой кроны растений.

## Описание
Стебель низкий, приплюснутый, серо-зелёный или серо-коричневый, до 12 см в диаметре, покрытый словно черепицей твёрдыми дельтовидными, призматическими или трёхгранными, сильно утолщёнными сосочками длиной 3—5 см. На концах сосочков находится колючечная часть ареолы, несущая рудиментарную колючку.
Для Ариокарпуса притуплённого (Ariocarpus retusus) характерно постепенное разделение цветковой и колючечной частей ареолы и дальнейшее развитие последней у вершины сосочка. Такую ареолу называют мономорфной.
Ариокарпусы имеют разветвленную систему сокопроводящих каналов и массивный реповидный корень для её накопления.
Цветки колокольчатой формы, белого, жёлтого, красного цвета, диаметром 3—5 см. Появляются вблизи точки роста. Плоды белые, с зеленоватым или красноватым оттенком, мясистые, имеют округлую или продолговатую форму, до 1,5-2,5 см в длину. Семена мелкие.

## Распространение
Естественный ареал рода — штат Техас (США) и мексиканские штаты Коауила, Нуэво-Леон, Сан-Луис-Потоси и Тамаулипас. Представители рода встречаются на скалах, каменистой, известковой почве.

## Систематика
Впервые род был описан в 1838 году Михаэлем Йозефом Шайдвайлером (1799—1861).
В род входят 7 видов:
- Ariocarpus agavoides — Ариокарпус агавовидный
- Ariocarpus bravoanus
- Ariocarpus fissuratus — Ариокарпус растрескивающийся
- Ariocarpus kotschoubeyanus
- Ariocarpus retusus Scheidw., 1838 — Ариокарпус притуплённый
- Ariocarpus scapharostrus Boed. — Ариокарпус килевидный
- Ariocarpus trigonus (F.A.C.Weber) K.Schum. — Ариокарпус треугольный

На 2024 год род включает три гибрида:
- Ariocarpus × drabi Halda & Sladk. (Ariocarpus kotschoubeyanus × Ariocarpus retusus[2])
- Ariocarpus × dubeniorum Halda & Malina
- Ariocarpus × nelissae Halda & Panar.

## Синонимы
- Roseocactus A.Berger, 1925
- Neogomesia Castañeda, 1941
- Neogomezia Buxb. (orth. var.)